# Eoin O’Duffy
Eoin O’Duffy, irl. Eoin Ó Dubhthaigh lub Ó Dufaigh (ur. 20 października 1892, zm. 30 listopada 1944) – irlandzki żołnierz i polityk. 
Przez krótki czas przywódca Irlandzkiej Armii Republikańskiej w okresie walk o niepodległość. Drugi w historii naczelny komisarz irlandzkiej policji (Garda Síochána na hÉireann; w latach 1922-1933). W 1930 założyciel i przywódca Błękitnych Koszul (Blueshirts), liczącego ok. 120 tys. członków narodowego ruchu o charakterze faszystowskim. W latach 1933–1934 lider partii Fine Gael. 20 listopada 1936 sformował ochotniczą Irlandzką Brygadę (Irish Brigade), która wzięła udział w hiszpańskiej wojnie domowej po stronie gen. Franco. Następnie powrócił do Irlandii, gdzie wycofał się z życia politycznego i po długiej chorobie zmarł w 1944.